# شبكة (فلم)
شبكة (Network) هو فيلم أمريكي أنتج عام 1976 من إخراج سيدني لوميت وتأليف بادي شايفسكي. الفيلم من بطوله بيتر فينش وويليام هولدن والممثلة فاي دوناوي وروبرت دوفال.
حصل الفيلم علي أربعة جوائز أوسكار وهي جائزة الأوسكار لأفضل ممثل لبيتر فينش في دوره هوارد بيل وجائزة الأوسكار لأفضل ممثلة فاي دوناوي. وأفضل ممثلة مساعدة لبيتريس سترايت وجائزة أفضل سيناريو عن نص أصلي لبادي شايفسكي، يناقش الفيلم فكرة سلطة الإعلام وكيف أن شبكات الأخبار تتحكم في عقول المشاهدين عن طريق ما يبثونه علي شاشاتهم من أخبار خادعة، يعد الفيلم مثالًا للسيناريو الرائع والحوار العميق والقوي.

## وصلات خارجية
- شبكة على موقع IMDb (الإنجليزية)
- شبكة على موقع ميتاكريتيك (الإنجليزية)
- شبكة على موقع الموسوعة البريطانية (الإنجليزية)
- شبكة على موقع روتن توميتوز (الإنجليزية)
- شبكة على موقع نتفليكس (الإنجليزية)
- شبكة على موقع قاعدة بيانات الأفلام العربية
- شبكة على موقع ألو سيني (الفرنسية)
- شبكة على موقع Turner Classic Movies (الإنجليزية)
- شبكة على موقع أول موفي (الإنجليزية)
- شبكة على موقع بوكس أوفيس موجو (الإنجليزية)
- صفحة الفيلم في قاعدة بيانات الأفلام على الإنترنت
- نص الفيلم بالإنجليزية